# 3453 Dostoevsky
A 3453 Dostoevsky (ideiglenes jelöléssel 1981 SS5) a Naprendszer kisbolygóövében található aszteroida. Ljudmila Georgijevna Karacskina fedezte fel 1981. szeptember 27-én.